# Jaklapallisaurus
Jaklapallisaurus – rodzaj niewielkiego bazalnego zauropodomorfa żyjącego w późnym triasie (prawdopodobnie późny noryk lub wczesny retyk) na terenach dzisiejszych Indii. Gatunkiem typowym jest J. asymmetrica, którego holotypem jest szereg kości szkieletu pozaczaszkowego: niekompletny kręg (prawdopodobnie grzbietowy), przedni kręg ogonowy, dalsza nasada prawej kości udowej, kompletna prawa kość piszczelowa i kość skokowa, cztery kości prawego śródstopia oraz dwa paliczki palców stopy. Holotyp odkryto ok. 3 km na północ od miejscowości Jaklapalli, w osadach formacji Maleri na obszarze Basenu Pranhita–Godavari w środkowych Indiach. Autorzy opisu J. asymmetrica uznają dodatkowo, że do przedstawiciela tego gatunku należy też koniec dalszy prawej kości udowej odkryty ok. 1 kilometra na północny wschód od miejscowości Rampur, w osadach formacji Dharmaram na obszarze Basenu Pranhita–Godavari. Od innych zauropodomorfów J. asymmetrica różni współwystępowanie szeregu cech budowy szkieletu, m.in. dalszej nasady kości udowej z szerokim dołem podkolanowym, prostą przednią krawędzią i kłykciem przyśrodkowym mającym kształt zbliżony do trójkąta oraz trzonu kości skokowej z prostą krawędzią dorsalną (górną) (u innych bazalnych zauropodomorfów, takich jak np. Nambalia, Plateosaurus engelhardti czy Riojasaurus, ta krawędź jest esowata) i silnie wydłużonym ku przodowi kłykciem przyśrodkowym (nadającym trzonowi kości skokowej bardzo asymetryczny kształt – stąd epitet gatunkowy dinozaura).
Z przeprowadzonej przez autorów opisu J. asymmetrica analizy kladystycznej (w oparciu o macierz danych z analizy Ezcurry, 2010) wynika, że był on bazalnym zauropodomorfem należącym do rodziny Plateosauridae; według tej analizy Jaklapallisaurus był w nierozwikłanej politomii z rodzajem Unaysaurus i z gatunkami Plateosaurus engelhardti, Plateosaurus ingens i Plateosaurus gracilis (= Sellosaurus gracilis). Jednak hipotezę o jego przynależności do Plateosauridae wspiera tylko jedna apomorfia - kłykcie tylne górnej nasady kości piszczelowej, z których żaden nie wydłuża się ku tyłowi bardziej niż inne; w dodatku nie wiadomo, czy cecha ta występowała u Unaysaurus i u Plateosaurus/Sellosaurus gracilis, zaś P. engelhardti był pod tym względem gatunkiem polimorficznym. Z tych przyczyn autorzy opisu J. asymmetrica uznają jego przynależność do Plateosauridae za niedostatecznie potwierdzoną. Budowa kręgu ogonowego i kości śródstopia sugeruje, że jeśli Jaklapallisaurus należał do Plateosauridae, to mógł być najbardziej bazalnym znanym przedstawicielem rodziny.